# Под прикрытием (телесериал, 2001)
«Под прикрытием» (англ. UC: Undercover) — американский телевизионный сериал, который выходил с 30 сентября 2001 года по 23 марта 2002 года на канале NBC.

## Сюжет
В центре сюжета — элитное спецподразделение Министерства юстиции США, возглавляемое Фрэнком Донованом (Одед Фер), сотрудники которого под прикрытием работают в рядах самых опасных преступных организаций.

## Персонажи и актёры
| Актёр           | Роль          |
| --------------- | ------------- |
| Одед Фер        | Фрэнк Донован |
| Вера Фармига    | Алекс Кросс   |
| Бруклин Харрис  | Моника Дэвис  |
| Джон Седа       | Джейк Шоу     |
| Джарред Пол     | Коди          |
| Уильям Форсайт  | Сонни Уолкер  |
| Энджи Эверхарт  | Карли         |
| Билл Монди      | Скотт Чарльз  |
| Стивен Бауэр    | Карлос Кортез |
| Джеймс Хэнди    | Прист         |
| Винг Рэймс      | Куито Реал    |
| Н'Буш Райт      | Киша          |
| Габриэль Миллер | Ванесса       |
| Грант Шоу       | Джон Келлер   |

## Номинации и награды
- 2002 — премия «Canadian Society of Cinematographers Awards» в категории «Best Cinematography in TV Series» за эпизод «Siege» (Тони Вестман).
- 2002 — номинация на премию «Image Awards» в категории «Outstanding Actor in a Drama Series» (Винг Рэймс).
- 2002 — номинация на премию «Golden Reel Award» в категории «Best Sound Editing in Television — Effects & Foley, Episodic».
- 2002 — номинация на премию «Golden Reel Award» в категории «Best Sound Editing in Television — Dialogue & ADR, Episodic».